# Horst Rosenfeldt
Horst Rosenfeldt   (Berlín, 8 de desembre de 1939) és un saltador alemany, ja retirat, que va competir durant les dècades de 1950 i 1960.
El 1964 va prendre part en els Jocs Olímpics d'Estiu de Tòquio, on fou dissetè en la prova del trampolí de 3 metres del programa de salts.
En el seu palmarès destaca una medalla de plata en la prova de salts del Campionat d'Europa de natació de 1958 i tres medalles de plata a les Universíades de 1961 i 1963. A nivell nacional guanyà sis campionats de l'Alemanya Occidental entre1957 i 1963.